# Autofelación

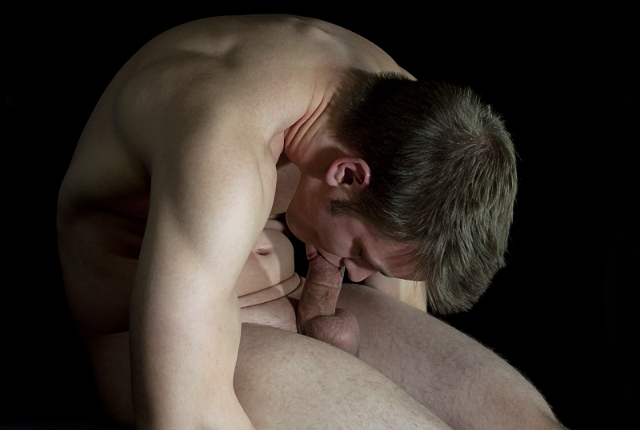
Una autofelación.

La autofelación es una forma de masturbación masculina que consiste en estimularse oralmente el propio pene. A menudo ha sido considerado como una leyenda urbana, debido a la dificultad de su realización. Sin embargo, hay hombres lo suficientemente flexibles como para realizarla.

## Historia

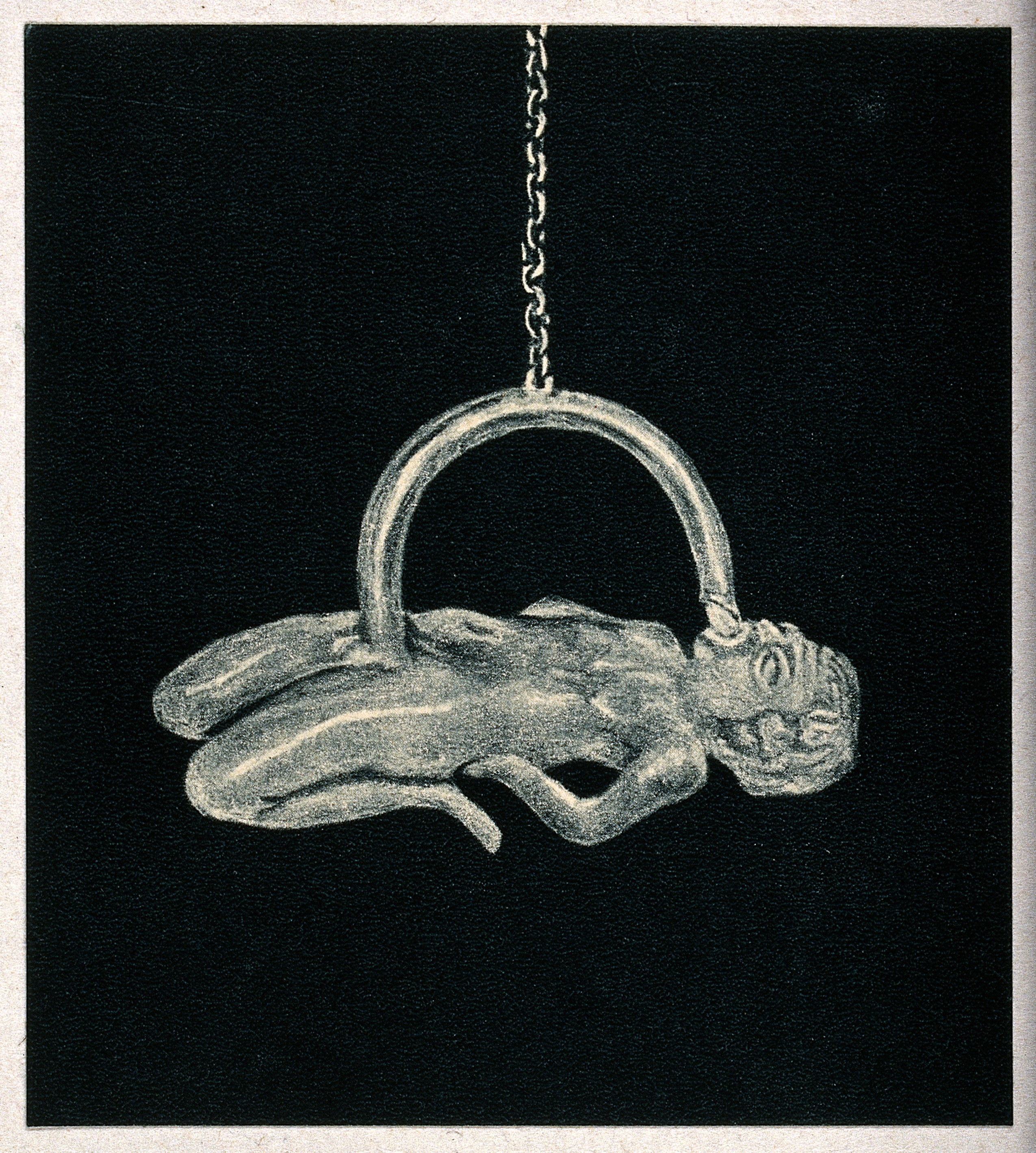
Pequeña escultura de una autofelación.

La autofelación tiene una historia antigua. Arqueólogos han encontrado jeroglíficos y pinturas antiquísimas que muestran a hombres con sus propios penes en la boca. El académico David Lorton dice que muchos textos antiguos vinculan la autofelación con la religión practicada en el Antiguo Egipto.
Se dice que el dios del sol Ra creó al dios Shu y a la diosa Tefnut practicando la autofelación y salpicando su semen en el suelo.
Anteriormente, fue considerada por la psicología conductista como un «problema», en lugar de una práctica sexual.

## Postura física
Pocos hombres tienen la flexibilidad o el pene lo suficientemente largo como para realizarla. Alfred Charles Kinsey reportó en su Informe Kinsey que menos del 1% de los hombres pueden tener contacto oralmente con su pene, y que solo 2 o 3 de cada mil pueden ser capaces de llevarla a cabo.
Sin embargo, se cree que a través de un entrenamiento físico como la gimnasia, la contorsión o el yoga se puede aumentar la flexibilidad y hacer posible la autofelación.